# Madeira (microregio)
Madeira (IPA: [mɐˈðejɾɐ]) is een van de dertien microregio's van de Braziliaanse deelstaat Amazonas. Zij ligt in de mesoregio Sul Amazonense en grenst aan de deelstaten Rondônia in het zuidwesten en Mato Grosso in het zuidoosten, de mesoregio Centro Amazonense in het oosten, noorden en noordwesten en de microregio Purus in het westen. De microregio heeft een oppervlakte van ca. 221.037 km². Midden 2004 werd het inwoneraantal geschat op 139.530.
Vijf gemeenten behoren tot deze microregio:
- Apuí
- Borba
- Humaitá
- Manicoré
- Novo Aripuanã

Mesoregio's: Centro Amazonense · Norte Amazonense · Sudoeste Amazonense · Sul Amazonense

Microregio's: Alto Solimões · Boca do Acre · Coari · Itacoatiara · Japurá · Juruá · Madeira · Manaus · Parintins · Purus · Rio Negro · Rio Preto da Eva · Tefé